# Serie A1 (hockey sobre césped)
La Serie A1 es la máxima división femenina de hockey sobre césped disputada en Italia. La escuadra ganadora se clasifica a la Supercopa de Italia.

## Formato
El torneo se disputa de octubre a mayo, es organizado por la Federazione Italiana Hockey y se emplea el sistema de todos contra todos.
Ocho equipos divididos en dos zonas (A y B) de cuatro cada una, se enfrentan dos veces entre sí (local y visitante): los dos primeros de cada zona acceden a la fase final, otra liga de ida y vuelta, el equipo con más puntos obtenidos se consagrará campeón. Por otro lado los cuatro equipos que no lograron avanzar a la fase final, realizaran un torneo paralelo para determinar el descenso.

## Ganadoras
| - 1942: Hockey Club Genova - 1965: Buscaglione Roma - 1966: C.U.S. Roma - 1967: - 1968: - 1969: - 1970: Red Tigers Genova - 1971: - 1972: CUS Genova Hockey - 1973: C.U.S. Roma - 1974: - 1975: - 1976: - 1977: - 1978: - 1979: | - 1980–81: - 1981–82: - 1982–83: - 1983–84: - 1984–85: - 1985–86: - 1986–87: - 1987–88: - 1988–89: Hockey Club Eur - 1989–90: - 1990–91: - 1991–92: - 1992–93: - 1993–94: - 1994–95: - 1995–96: | - 1996–97: - 1997–98: Hockey Martesana - 1998–99: - 1999–00: - 2000–01: - 2001–02: - 2002–03: - 2003–04: - 2004–05: - 2005–06: - 2006–07: - 2007–08: - 2008–09: - 2009–10: - 2010–11: - 2011–12: | - 2012–13: - 2013–14: - 2014–15: - 2015–16: - 2016–17: CUS Pisa Hockey - 2017–18: HF Lorenzoni - 2018–19: ? |

### Palmarés
| Equipo             | Títulos | Región    | Temporadas |
| ------------------ | ------- | --------- | --- |
| HF Lorenzoni       | 16      | Piamonte  | 1974, 1975, 1976, 1977, 1978, 1979, 1980/81, 1982/83, 1983/84, 1994/95, 1996/97, 1999/00, 2006/07, 2011/12, 2012/13 y 2017/18. |
|                    |         |           | |
|                    |         |           | |
|                    |         |           | |
|                    |         |           | |
| Hockey Club Genova | 1       | Liguria   | 1942 |
| Red Tigers Genova  | 1       | Liguria   | 1970 |
| CUS Genova Hockey  | 1       | Liguria   | 1972 |
| Hockey Club Eur    | 1       | Lacio     | 1988–89 |
| Hockey Martesana   | 1       | Lombardía | 1997–98 |
| CUS Pisa Hockey    | 1       | Toscana   | 2016–17 |